# Цветущее (Крым)
Цвету́щее (до 1948 года нас. пункт совхоза Кра́сный Корпе́; укр. Цвітуще, крымскотат. Qızıl Körpe, Къызыл Корьпе) — село в Нижнегорском районе Крыма, входит в состав Лиственского сельского поселения (согласно административно-территориальному делению Украины — Лиственского сельского совета Автономной Республики Крым).

## Население
| 2001 | 2014 |
| ---- | ---- |
| 425  | ↘280 |

Всеукраинская перепись 2001 года показала следующее распределение по носителям языка:
| Язык       | Процент |
| ---------- | ------- |
| русский    | 91,76   |
| украинский | 8,24    |

### Динамика численности
| - 1864 год — 135 чел. - 1915 год — 0 чел. - 1926 год — 62 чел. - 1989 год — 113 чел. | - 2001 год — 425 чел. - 2009 год — 324 чел. - 2014 год — 280 чел. |

## Современное состояние
На 2017 год в Цветущем числится 4 улицы; на 2009 год, по данным сельсовета, село занимало площадь 62 гектара на которой, в 139 дворах, проживало 324 человека. В селе действует фельдшерско-акушерский пункт, сельский клуб, библиотека-филиал № 34. Цветущее связано автобусным сообщением с райцентром и соседними населёнными пунктами.

## География
Цветущее — село в центре района, в степном Крыму, у границы с Советским районом, высота центра села над уровнем моря — 11 м. Расстояние до райцентра — около 15 километров (по шоссе), там же ближайшая железнодорожная станция — Нижнегорская (на линии Джанкой — Феодосия). Ближайшие сёла: Охотское в 500 м на юго-запад, Акимовка в 4 км на запад, Емельяновка в 1 км на север и Барсово Советского района в 4 км на восток. Транспортное сообщение осуществляется по региональной автодороге 35Н-376 от шоссе «граница с Украиной — Джанкой — Феодосия — Керчь» до Изобильного (по украинской классификации — С-0-10920).

## История
Возникновение современного села связано с основанием Шатиловыми имения «Тамак» в Феодосийском уезде в середине XIX века, основной вклад в развите которого и создание главной усадьбы внёс общественный деятель и селекционер Иосиф Николаевич Шатилов, вступившим в совместное со своим дядей, генерал-майором Иваном Васильевичем Шатиловым, владение в 1852 году. В «Списке населённых мест Таврической губернии по сведениям 1864 года» значится владельческое русское село Шатиловкас 30 дворами, 135 жителями и православным молитвенным домом при реке Биюк-Кара-Су, включающее ещё 2 участка Тамака и деревни Кучук-Мин и Биюк-Мин — все поселения располагались в отдалении друг от друга и, видимо, составляли имение Шатиловых. Как сельцо Шатиловка имение обозначено и на карте Шуберта 1865—1876 года (далее название не встречается). Шатилов, ещё при жизни, продал имение Давиду Роговскому. В Статистическом справочнике Таврической губернии. Ч.II-я. Статистический очерк, выпуск пятый Феодосийский уезд, 1915 год, в Андреевской волости Феодосийского уезда значится экономия Роговского Д. Д. Корпе , в которой числился 1 двор без населения. В экономии числилось 753 десятины удобной земли. В хозяйстве имелось 50 лошадей, 40 волов, 20 коров и 320 голов овец, свиней, или коз.
После установления в Крыму Советской власти, по постановлению Крымревкома № 206 «Об изменении административных границ» от 8 января 1921 года была упразднена волостная система и село вошло в состав Ичкинского района Феодосийского уезда, а в 1922 году уезды получили название округов. 11 октября 1923 года, согласно постановлению ВЦИК, в административное деление Крымской АССР были внесены изменения, в результате которых округа были отменены, Ичкинский район упразднили, включив в состав Феодосийского в состав которого включили и село. Согласно Списку населённых пунктов Крымской АССР по Всесоюзной переписи 17 декабря 1926 года, в совхозе Карпе, Аликеченского сельсовета (в котором село состоит всю дальнейшую историю) Феодосийского района, числилось 19 дворов, все некрестьянские, население составляло 62 человека, из них 48 русских, 12 украинцев и 1 белорус. Постановлением ВЦИК «О реорганизации сети районов Крымской АССР» от 30 октября 1930 года был создан Сейтлерский район (по другим сведениям 15 сентября 1931 года) и село передали в его состав.
В 1944 году, после освобождения Крыма от фашистов, 12 августа 1944 года было принято постановление № ГОКО-6372с «О переселении колхозников в районы Крыма» и в сентябре 1944 года в район приехали первые новоселы (320 семей) из Тамбовской области, а в начале 1950-х годов последовала вторая волна переселенцев из различных областей Украины. С 25 июня 1946 года Карпе в составе Крымской области РСФСР. Указом Президиума Верховного Совета РСФСР от 18 мая 1948 года, населённый пункт совхоза Красный Карпе переименовали в Цветущее, видимо, тогда же совхоз «Красный Карпе» был переименован в «Степной», объёдинённый в 1956 году с совхозом «Нижнегорский» (село Лиственное). 26 апреля 1954 года Крымская область была передана из состава РСФСР в состав УССР. До 1960 года, поскольку в «Справочнике административно-территориального деления Крымской области на 15 июня 1960 года» селение уже не значилось, к Цветущему присоединили село Степное (согласно справочнику «Крымская область. Административно-территориальное деление на 1 января 1968 года» — в период с 1954 по 1968 годы). Время переподчинения Лиственскому сельсовету пока не установлено, ещё на 1977 год Цветущее входила в состав Охотского сельского совета. По данным переписи 1989 года в селе проживало 113 человек. С 12 февраля 1991 года село в восстановленной Крымской АССР, 26 февраля 1992 года переименованной в Автономную Республику Крым. С 21 марта 2014 года в составе Крыма аннексировано Россией.